# Gustavo Rojo
Gustavo Rojo Pinto (barco Krefeld, océano Atlántico, 5 de septiembre de 1923-Ciudad de México, 22 de abril de 2017) fue un actor uruguayomexicano.

## Biografía y carrera
Nació en 1923, a bordo del barco alemán Krefeld mientras navegaba sobre el océano Atlántico en un viaje que llevaba a su familia a Montevideo, donde fue inscrito y permanecieron por siete años. Hijo de españoles, su madre era la escritora canaria de San Cristóbal de La Laguna Mercedes Pinto y su padre fue el abogado toledano de Quintanar de la Orden Rubén Rojo Martín de Nicolás, su hermano fue el actor Rubén Rojo y su hermana por parte de madre fue Pituka de Foronda, quienes tenían nacionalidad española a la vez que mexicana.Su otra hermana materna fue la escritora española Ana María de Foronda.
En 1943 contrajo un primer matrimonio con la actriz española Mercedes Castellanos, con quien tuvo a su hija Alejandra Rojo Castellanos, Mercedes falleció en 1954. Su segundo matrimonio fue en 1959 con la también actriz austriaca Erika Remberg, hasta su disolución en 1964.Desde 1965 estuvo casado hasta su muerte con la ex Miss Perú Carmela Stein Bedoya, con quien crío a sus cuatro hijos: Alejandra (fruto de su primer matrimonio) y sus tres hijos en común Enrique, Juan Carlos y la actriz Ana Patricia Rojo Stein.

### Muerte
Murió el 22 de abril de 2017 en la Ciudad de México. Su cuerpo fue enterrado en su tumba familiar localizada dentro de la parcela de la Asociación Nacional de Actores (ANDA) del Panteón Jardín, ubicado en la misma ciudad.

## Filmografía

### Películas
- Sabor a mí (1988)
- Solicito marido para engañar (1987)
- De puro relajo (1986)
- La golfa del barrio (1981)
- Reventón en Acapulco (1980)
- Cuando tejen las arañas (1977)
- El látigo (1976)
- El compadre más padre (1975)
- Divorcio a la andaluza (1975)
- Gracia y el forastero (Chile)  (1974)
- Hermanos de sangre (1972)
- El Cóndor (1970)
- El hombre que vino del odio (1970)
- Natacha (1970) ...... Raúl Pereyra
- El valle de Gwangi (1969)
- Ragan (1968)
- Las siete magníficas (1966)
- Mestizo (1966)
- El salvaje Kurdistán (1965)
- Old Shatterhand (1964)
- Comenzó con un beso (It started with a kiss) (1959)
- El amor empieza en sábado (1959)
- S.O.S...Abuelita (1959)
- Desnúdate Lucrecia (1958)
- La Tirana (1958)
- María de la O (con Lola Flores) (1958)
- Alejandro Magno (con Richard Burton, 1956)
- La mujer ajena (1954)
- Tirma (con Silvana Pampanini) (1953)
- Bajo el cielo de España (Sangre en el ruedo) (1953)
- Hermano menor (1953)
- De Madrid al cielo (1952)
- La reina del mambo (1951)
- Parsifal (1951)
- Yo quiero ser tonta (1950)
- El grito de la carne (1950)
- Café de chinos (1949)
- El gran Calavera (1949)
- Eterna agonía (1949)
- Una mujer con pasado (1949)
- Cuando baja la marea (1948)
- Cuando los padres se quedan solos (1948)
- Tarzan and the mermaids (Tarzán y las sirenas) (EE. UU.) (1948)
- Cortesana (1947)
- Barrio de pasiones (1947)
- La insaciable (1947)
- Todo un caballero (1946)
- Mamá Inés (1945)
- El último amor de Goya (1945)
- Las colegialas (1945)
- Corazones de México (1945)
- Una canción en la noche (1945)
- Amok (1944)
- Mis hijos (1944)
- Murallas de pasión (1943)
- Ahora seremos felices (1938)

### Telenovelas
- Un camino hacia el destino (2016) ...... Don Fernando Altamirano
- Qué pobres tan ricos (2013 - 2014) ...... Don Aureliano RuizPalacios Rivadeneira
- Abismo de pasión (2012) ...... Obispo
- Triunfo del amor (2010 - 2011) ...... Padre Jerónimo
- Corazón salvaje (2009 - 2010) ...... Alberto Villarreal
- Mañana es para siempre (2009) ...... Obispo
- Alma de hierro (2008 - 2009) ...... Pierre
- Al diablo con los guapos (2007 - 2008) ...... Ernesto Robledo
- Destilando amor (2007) ...... Néstor Videgaray
- Apuesta por un amor (2004-2005) ...... Licenciado Leonardo de la Rosa
- La hora pico (2002)
- Cómplices al rescate (2002) ...... Doctor Federico Rueda
- La intrusa (2001) ...... Víctor Rivadeneyra
- Diseñador ambos sexos (2001) ...... Señor Remora
- Carita de ángel (2000 - 2001) ...... Padre Cosme
- Por un beso (2000 - 2001) ...... Licenciado Carlos Guillén
- Locura de amor (2000)
- Cuento de Navidad (1999 - 2000) ...... Mariano
- Alma rebelde (1999) ...... Octavio Fuentes Cano
- Soñadoras (1998 - 1999) ...... Alfredo Guzmán
- Sin ti (1997 - 1998) ...... Nicolás "Nico" Rubio-Castillo
- Salud, dinero y amor (1997 - 1998) ...... Federico Montiel
- Esmeralda (1997) ...... Bernardo Pérez-Montalvo
- Mi querida Isabel (1996 - 1997) ...... Joaquín
- La antorcha encendida (1996) ...... Oidor Pedro Catani
- Confidente de secundaria (1996) ...... Miramontes
- Mujer, casos de la vida real  (1995 - 2006)
- Si Dios me quita la vida (1995) ...... Jesús Sánchez Amaro
- María Mercedes (1992 - 1993) ...... Dr. Pérez
- Velo Negro, Velo Blanco (1991) ...... Aníbal Montenegro Salcedo
- Rosa salvaje (1987 - 1988) ...... Padre Manuel de la Huerta
- Pobre señorita Limantour (1987)
- Si, mi amor (1984 - 1985) ...... Señor Edward Williams
- Mañana es primavera (1982 - 1983) ...... Alfredo Serrano
- Una limosna de amor (1981 - 1982) ...... Rolando
- Los Pardaillan (1981) ...... Padre Pardaillan
- Secreto de confesión (1980) ...... Jorge
- La divina Sarah (1980) ...... Juan Richepin
- Lágrimas de amor (1979) ...... Germán
- Una mujer (1978) ...... Manuel
- Marcha nupcial (1977 - 1978) ...... Esteban
- Dos a quererse (1977) ..... Fernando
- Mundo de juguete (1974 - 1977) ...... Carlos
- La tierra (1974)
- ¿Quién? (1973)
- Muñeca (1973) ...... Padre Félix
- Telenovela Mensual (1972)
- El amor tiene cara de mujer (1971 - 1973) ...... Cristián
- Natacha (1970 - 1971) ...... Raúl Pereyra
- No creo en los hombres (1969) ...... Roberto

### Teatro
- Perfume de Gardenia.
- Conflictos Matrimoniales (1990) de Pedro Bloch.

- Doce hombres en pugna (2013)[8][9]

## Premios
- Premios de la Agrupación de Críticos y Periodistas de Teatro "Premio de Honor por Trayectoria Gustavo Rojo por 75 años de carrera artística a nivel Nacional e Internacional". (2016).[10]
- Premios Bravo "Por Trayectoria" (2015).[11]
- Premio Gustavo Rojo "Centro Iberoamericano para el Desarrollo de las Artes y Vinculación Global, A.C" (2015).[12]
- Premios Pecime (Periodistas Cinematográficos de México) (2015) por 75 años de carrera artística.[13]
- Premios Diosas de Plata (2015) por 75 años de carrera artística.[14]
- Premio Berlín (2014) por 70 años de carrera artística.[15]
- Premio El Jaguar de Oro (2014) por 70 años de carrera artística.[16]